# Hu Weiyong
Hu Weiyong (chiń. 胡惟庸, zm. 1380) − kanclerz Chin w latach 1373−1380.
Hu Weiyong był jednym ze zwolenników Hongwu, który został pierwszym cesarzem z dynastii Ming. Wspierał późniejszego cesarza przez ponad 20 lat przed zdobyciem przez Mingów tronu. W 1373 roku objął przy cesarzu urząd kanclerza, który sprawował do roku 1380, gdy został oskarżony o zdradę i spisek przeciw władcy, współpracę z Mongołami, Japończykami i Czamami. Został uwięziony i ścięty, zginęło również ok. 30 tysięcy jego popleczników. Od tego momentu urząd kanclerza został zlikwidowany.